# RTV BN
Radio Televizija Bijeljina (RTV BN) ist ein bosnischer Radio- und Fernsehsender mit Sitz in Bijeljina, Bosnien und Herzegowina. Der Sender wurde 1998 gegründet und zählt heute zu den beliebtesten und bekanntesten Sendern in Bosnien und Herzegowina.
RTV BN bietet einen 24-Stunden-Kanal mit Nachrichtensendungen, Politik- und Unterhaltungsprogrammen in Bosnisch/Kroatisch/Serbisch. Der Sender hat über 120 Angestellte mit Nachrichtenkorrespondenten in Bosnien und Herzegowina, Belgrad, London, Wien und anderen Städten.
Via Satellit sind BN TV und Radio BN in Europa, Nordamerika (USA und Kanada), Australien und Neuseeland empfangbar. Seit 2006 kann man RTV BN auch über das Internet mittels der offiziellen Website empfangen.
Zum zehnten Jubiläum im Jahr 2008 bezog der Sender ein neues Gebäude.
Im Jahr 2009 gründete RTV BN das Musiklabel und den gleichnamigen Musiksender BN Music, auf dem 24 Stunden Musik ausgestrahlt wird.
Im Januar 2010 wurde die Ausstrahlung des Senders für zwei Stunden unterbrochen, da Polizisten das Hauptgebäude in Bijeljina besetzt hatten. Dem Sender wurde Steuerhinterziehung vorgeworfen, weshalb das Gebäude von den Beamten durchsucht wurde. Laut RTV BN hätte dies politische Gründe gehabt, da sich der Fernsehsender kritisch gegen den Premierminister der Republika Srpska Milorad Dodik und seine Regierung geäußert hatte.